# Livre turque
Pour les articles homonymes, voir Livre.
La livre turque ou lire turque (en turc : Türk lirası ; symbole monétaire : ₺ ; code : TRY ; code numérique : 949) est l'unité monétaire principale de la Turquie. La livre turque est divisée en 100 kuruş (« piastres »).
La nouvelle livre turque (TRL), entrée en vigueur le 1er janvier 2005 remplace l'ancienne livre turque au taux de 1 contre 1 million.
Depuis le 1er janvier 2009, de nouveaux billets et pièces sont émis, la monnaie redevenant Türk lirası (TRY). Les nouvelles livres pouvaient être utilisées conjointement jusqu'au 31 décembre 2009 ; passé cette date, toutes les anciennes coupures et pièces furent démonétisées.

## Historique de la livre turque
La livre turque est au départ une monnaie en or, introduite en 1844, par le siège de l'Empire ottoman, dans l'espoir de créer une unité monétaire cohérente à travers les territoires. Cette réforme reste un échec partiel. Elle est égale à 100 kuruş (ou « piastre », en français), chaque kuruş est lui-même divisé en 40 para. Avant la livre, l'unité monétaire principale de l'Empire ottoman est l’akçe, mais en réalité, avant 1837-1844, des dizaines d'unités de compte rivalisent entre elles, d'une province à l'autre. À partir de 1839, gagés sur le Trésor public, sont imprimés les premiers billets en kurus : échangeables en or, ils rapportent 8 % au porteur. Ils vont se dévaluer sensiblement au cours des vingt années suivantes. Une nouvelle réforme s'imposait.
Fondée entre 1856 et 1863, la Banque impériale ottomane imprime d'abord des billets en kurus (de 5 à 5 000 kurus ou piastres ottomanes), désormais garantis par un pool d'investisseurs internationaux. Dans les années 1870, les billets libellés en livres remplacèrent les billets en kurus (de 5 livres à 1 000 livres), toujours produits par la Banque impériale ottomane qui fait office de banque centrale émettrice.
Après la Première Guerre mondiale, en 1924, la jeune république turque remplaça les billets en livres de l'Empire ottoman par une nouvelle livre républicaine avec des billets représentant Mustafa Kemal Atatürk. Les billets sont ensuite produits par la Banque centrale de la république de Turquie à partir de 1931.

Évolution du taux de change de l'Euro par rapport à la livre turque depuis 1999

À la mort d'Ataturk en 1938, de nouveaux billets de banque sont imprimés au portrait du président Ismet Inönü. Le portrait d'Ataturk réapparait sur la série de billets émise dans les années 1950.
À partir de 1975, avec la partition de Chypre, la livre turque a cours légal en Chypre du Nord.
Depuis le début des années 1990, la Turquie a connu trois crises économiques majeures : en 1994, 1999 et en 2001. Cette dernière a été particulièrement grave, marquée par une dévaluation de la livre de 50 %, un effondrement du système bancaire, une importante récession (-6,7 %) et un très fort endettement public.
Le 1er janvier 2005, la « nouvelle livre turque » a remplacé l'ancienne livre turque, en la divisant par un million, avec de nouveaux billets en circulation de 1, 5, 10, 20, 50, 100 et 200 livres turques.
De plus, elle est devenue convertible sur le marché international des changes grâce à une caisse d’émission appuyée sur des fonds de garantie en devises étrangères et des accords de coopération monétaire, permettant aussi d’en stabiliser le cours, freiner la fuite de capitaux, favoriser les investissements étrangers en devises nationales et de contrôler l’inflation et la dette nationale à long terme.
Au 1er janvier 2009, la livre turque a perdu son qualificatif de « nouvelle ». Au 1er janvier 2010, la « nouvelle livre turque » a complètement disparu du marché : dorénavant de nouvelles pièces et billets, appelés simplement « livre turque », sont mis en circulation.
Au cours de l'année 2018, de nouveau attaquée, la livre turque perd 40 % de sa valeur entre janvier et août, connaissant même une baisse de 20 % le 10 août en raison des tensions diplomatiques entre les États-Unis et la Turquie.
En juin 2023, la Banque de Turquie annonce relever son taux directeur de 8,5 % à 15 % d'un seul coup, alors que l'inflation de livre est toujours à 40 % annuellement.
Souvent tributaire des soubresauts politiques et géopolitiques, la lire connait une nouvelle crise en mars 2025 à la suite de l'arrestation controversée du maire d'Istanbul Ekrem Imamoğlu. Pour faire face aux tensions sur le marché des changes, la banque centrale turque est de prélever dans ses réserves à hauteur de 27 milliards de dollars. Les analystes pointent le risque de dégrader à nouveau la réputation de la banque centrale turque, patiemment reconstruite par Mehmet Şimşek après de nombreuses années de politique monétaire hétérodoxe sur la volonté du président Recep Tayyip Erdoğan,.

## Billets de banque turcs
| Neuvième émission (série E9) (2009 >)   | Neuvième émission (série E9) (2009 >) | Neuvième émission (série E9) (2009 >) | Neuvième émission (série E9) (2009 >) | Neuvième émission (série E9) (2009 >) | Neuvième émission (série E9) (2009 >) | Neuvième émission (série E9) (2009 >) | Neuvième émission (série E9) (2009 >) | Neuvième émission (série E9) (2009 >) | Neuvième émission (série E9) (2009 >) |
| Image                                   | Image                                 | Valeur                                | Dimensions                            | Couleur principale                    | Informations                          | Informations | Date                                  | Date                                  |                                       |
| Recto                                   | Verso                                 | Valeur                                | Dimensions                            | Couleur principale                    | Recto                                 | Verso | Date de mise en circulation           | Date de retrait de la circulation     |                                       |
| --------------------------------------- | ------------------------------------- | ------------------------------------- | ------------------------------------- | ------------------------------------- | ------------------------------------- | --- | ------------------------------------- | ------------------------------------- | ------------------------------------- |
|                                         |                                       | 5 livres                              | 64 × 130 mm                           | Violet clair                          | Portrait d'Atatürk                    | Sur ce billet figure le professeur Aydin Sayili (1913 – 1993). Aydin Sayili était docteur en philosophie de l'université Harvard, spécialiste de la philosophie des sciences.                                                 | 8 avril 2013                          |                                       |                                       |
|                                         |                                       | 10 livres                             | 64 × 136 mm                           | Rouge                                 | Portrait d'Atatürk                    | Portrait du professeur Cahit Arf (1910 – 1997). Cahit Arf était un des mathématiciens les plus importants de Turquie et est réputé internationalement pour plusieurs théorèmes portant son nom.                               | 1er janvier 2009                      |                                       |                                       |
|                                         |                                       | 20 livres                             | 68 × 142 mm                           | Vert                                  | Portrait d'Atatürk                    | Portrait de Mimar Kemaleddin (1870-1927). Mimar Kemaleddin est le pionnier de l'architecture turque moderne. | 1er janvier 2009                      |                                       |                                       |
|                                         |                                       | 50 livres                             | 68 × 148 mm                           | Orange                                | Portrait d'Atatürk                    | Fatma Aliye (1862 – 1936). Fatma Aliye est la première femme philosophe de Turquie. C'est aussi une des premières femmes écrivains du pays. Elle prit le pseudonyme « Topuz » en 1934.                                        | 1er janvier 2009                      |                                       |                                       |
|                                         |                                       | 100 livres                            | 72 × 154 mm                           | Bleu                                  | Portrait d'Atatürk                    | Buhurizade Mustafa Efendi, surnommé Itri. Il serait né en 1640 et mort en 1712. Il est réputé père de la musique classique turque.                                                                                            | 1er janvier 2009                      |                                       |                                       |
|                                         |                                       | 200 livres                            | 72 × 160 mm                           | Violet                                | Portrait d'Atatürk                    | Yunus Emre. Il serait né en 1238 et décédé en 1320. Yunus Emre était un fameux poète soufi reconnu comme le père de la poésie turque. Sa célèbre maxime « Sevelim Sevilelim » (Aimons, Soyons aimés) accompagne son portrait. | 1er janvier 2009                      |                                       |                                       |
| Sources : TCMB - Turkish Banknotes.info |                                       |                                       |                                       |                                       |                                       | |                                       |                                       |                                       |